# Турска
Турска (тур. Türkiye), званично Република Турска (тур. Türkiye Cumhuriyeti), држава је у југозападној Азији и југоистичној Европи. Већим делом се налази у Анадолији, а мањим у Источној Тракији. На истоку се граничи са Грузијом, Јерменијом, Азербејџаном и Ираном, на југу са Ираком и Сиријом, а на западу са Грчком и Бугарском. Излази на Црно море на северу, Средоземно море на југу и Егејско море на западу. Има преко 85 милиона становника, док етничку већину чине Турци, а значајну мањину Курди. Главни град је Анкара, а највећи Истанбул. Остали већи градови су Измир, Бурса и Анталија.
Ово подручје било је насељено разноврсним цивилизацијама попут Асираца, Грка, Трачана, Фригијаца, Урартијаца и Јермена. Хеленизација је почела у доба Александра Великог, а наставила се у византијско доба. Селџуци су почели да се досељавају у 11. веку, а њихова победа над Византинцима у бици код Манцикерта 1071. означава почетак и оснивање Турске. Румски султанат управљао је Анадолијом све до монголске најезде 1243. године, када се распадала на мале туркменске кнежевине. Крајем 13. века, Османлије су почеле са уједињавањем тих турских кнежевина. Након што је Мехмед II 1453. освојио Цариград, наставило се османско ширење за време владавине Селима I. За време владавине Сулејмана Величанственог, Османско царство обухватало је већи део југоисточне Европе, западне Азије и северне Африке и постало светска сила. У наредним вековима, држава је ушла у период пропадања, постепеним губитком територија и ратовима. У намери да учврсти ослабљене друштвене и политичке темеље царства, Махмуд II је започео период модернизације почетком 19. века, доневши реформе у свим областима државе, рачунајући војску и бирократију, уз еманципацију свих грађана.
Године 1913, државни удар делотворно је ставио земљу под контролу три паше. Током Првог светског рата, османска влада починила је геноциде над јерменским, асирским и понтским грчким поданицима. После рата, конгломерација територија и народа који су раније чинили Османско царство подељена је на неколико нових држава. Турски рат за независност, који су покренули Мустафа Кемал Ататурк и његови сарадници против окупације савезничких сила, довео је до укидања монархије 1922. и успостављања Републике Турске 1923, а Ататурк се налазио на челу исте. Спровео је бројне реформе, од којих су многе уградиле различите аспекте западњачке мисли, филозофије и обичаја у нови облик турске владе. Турско-курдски сукоб, оружани сукоб између Републике Турске и курдских побуњеника, на снази је од 1984, првенствено на југоистоку земље. Различите курдске групе захтевају отцепљење од Турске како би створили независну државу Курдистан или имали аутономију и већа политичка и културна права Курда у Турској.
Турска је чланица УН од самог почетка те организације, рана чланица НАТО-а, ММФ-а и Светске банке и чланица оснивач ОЕСР-а, ОЕБС-а, ОЦЕС-а, ОИС-а и Г20. Након што је 1949. постала једна од првих чланица Савета Европе, Турска је 1963. постала придружена чланица ЕЕЗ, придружила се Царинској унији ЕУ 1995. и започела преговоре о приступању с Европском унијом 2005. које је ЕУ зауставила 2018. са Саветом за општа питања ЕУ у коме се наводи да „Савет примећује да се Турска удаљавала од Европске уније. Стога су преговори о приступању Турске у мировању, а поглавља се више не могу разматрати за отварање или затварање, те се не предвиђа даљи рад на модернизацији царинске уније ЕУ и Турске.” Привреда и дипломатске иницијативе Турске довеле су до признања за регионалну силу, док јој је локација кроз историју дала геополитички и стратешки значај. Турска је секуларна, унитарна, раније парламентарна република која је усвојила председнички систем на референдуму 2017; нови систем ступио је на снагу председничким изборима 2018. Тренутно се налази на 110. месту од 167 земаља у индексу демократије. Тренутна администрација на челу с председником Реџепом Тајипом Ердоганом из АКП-а усвојила је мере за повећање утицаја ислама и подривање кемалистичке политике и слободе штампе.

## Географија

### Положај
Турска се географски протеже на два континента. Анадолија, азијски део државе, заузима око 97% површине Турске. Европски део који се налази у источној Тракији заузима око 3% површине државе (23.623 km²).
Турска је подељена на седам географских региона: Мраморна, Егејска, Црноморска, Централна Анадолија, Источна Анадолија, Југоисточна Анадолија и Медитеран. Неравни северноанадолски терен који се протеже дуж Црног мора подсећа на дугачак, уски појас. Овај регион чини отприлике једну шестину укупне површине Турске. Као општи тренд, унутрашња анадолска висораван постаје све храпавија како се протеже ка истоку. Подручје је познато по карбонатном минералу који је остао у току термалне воде. Налази се у турској регији Унутрашњег Егеја, у долини реке Мендерес (Меандар), која има умерену климу током већег дела године. Селектована је као УНЕСКО светска баштина 1988. године са Хијераполисом.
Свеукупне границе Турске дугачке су 9.850 km, од чега 7.200 km заузимају морске границе. На западу Турска излази на Егејско море, на југу има излаз на Средоземно море, те на северу на Црно море. На копну Турска граничи са осам земаља са укупном дужином копнених граница од 2.648 km. На северозападу граничи с Грчком (206 km границе) и Бугарском (240 km), на североистоку с Грузијом (252 km), Јерменијом (268 km), Азербејџаном (ексклавом и аутономном републиком Нахичеван, 9 km), на истоку с Ираном (499 km) и на југу с Ираком (352 km) и Сиријом (822 km). Недалеко од обале Турске налази се и Кипар који је политички подељен на међународно признату Кипарске Републике и Турску Републику Северни Кипар, коју признаје само Турска.
Север Турске је једно од сеизмички најактивнијих подручја на свету с врло честим земљотресима. Већина Турске је подложна земљотресима. Од већих градова посебно је потресима угрожен Истанбул.

### Рељеф
Турска је географски подељена у седам регија. То су: Мраморна регија, Егејска регија, Црноморска регија, Централна Анадолија, Средоземна регија, Источна Анадолија и Југоисточна Анадолија. Ове регије се знатно разликују по вегетацији и климатским условима.
Тракија се налази западно од Босфора, на европској страни земље. На трачкој страни река Марица представља границу с Грчком. Источно од Босфора налази се Мраморна регија. Мраморно море дели Европу од Азије, те Егејско море од Црног мора. На излазу на Средоземно море налази се теснац Дарданели дугачак 60 km. На Босфору се налази Истанбул који је највећи град у Турској. Ова брежуљкаста регија која је привредно средиште Турске прекривена је шумама и грмовитим биљем. Пољопривреда у том подручју је нарочито развијена. Недалеко од града Бурса налази се планина Улудаг која је популарно туристичко одредиште.
У Егејској регији је такође врло развијена пољопривреда. Изразито брдовити крајолик протеже се уздуж западне обале од Чанакалеа до Бодрума. Обално подручје је једно од туристички најразвијенијих у Турској. Уз чемпресе и маслине овде се узгаја и винова лоза. У овој регији налазе се многи градови из старогрчког раздобља, као нпр. Троја, Асос, Пергам, Ефез, Приена, Милет, Дидима и Еуромос.
Црноморска регија заузима северно обално подручје Турске. Ову регију карактерише блага и влажна клима. Планинско подручје ове регије прекривено је шумама. На овом врло плодном тлу узгајају се чај, дуван, кукуруз и лешник.
Регија Средишње Анадолије обухвата висораван у унутрашњој Анадолији. Овде се налази слано језеро Туз и планине високе до 3.900 m. На истоку се налази Кападокија која је позната по задивљујућим црквама и боравиштима у високим планинским пределима. Унутрашњом Анадолијом доминирају степе, а то подручје се сматра једним од најсушнијих предела Анадолије. Због тога пољопривреда у том делу земље није толико развијена. Климу ове регије карактеришу врућа и сува лета с хладним ноћима. Зими температура може пасти и испод −20 °C.
Регија Средоземног мора протеже се од планина Таурус на северу до планина Аманос на истоку. У овој регији претежно се узгајају цитруси, банане, парадајза, кикирики и памук.
Југоисточна Анадолија је најстарија културна регија Турске. Протеже се од планина Таурус. Овде се налазе реке Еуфрат и Тигар. Најзаступљеније пољопривредне културе су пшеница, јечам, винова лоза, маслине и пистаћ.

### Клима
| Ј                                     | Ф      | М       | А       | М        | Ј        | Ј        | А        | С        | О        | Н        | Д        |
| 98 9 3                                | 80 9 3 | 70 11 4 | 46 17 8 | 36 21 12 | 34 26 16 | 39 28 19 | 48 29 19 | 61 25 16 | 97 20 12 | 111 15 9 | 124 11 5 |
| Просечне макс. и мин. температуре у ° |        |         |         |          |          |          |          |          |          |          |          |
| Укупне падавине у                     |        |         |         |          |          |          |          |          |          |          |          |
| Извор: Turkish State Meteorology      |        |         |         |          |          |          |          |          |          |          |          |

| Империјална конверзија                | Империјална конверзија | Империјална конверзија | Империјална конверзија | Империјална конверзија | Империјална конверзија | Империјална конверзија | Империјална конверзија | Империјална конверзија | Империјална конверзија | Империјална конверзија | Империјална конверзија |
| ------------------------------------- | ---------------------- | ---------------------- | ---------------------- | ---------------------- | ---------------------- | ---------------------- | ---------------------- | ---------------------- | ---------------------- | ---------------------- | ---------------------- |
| Ј                                     | Ф                      | М                      | А                      | М                      | Ј                      | Ј                      | А                      | С                      | О                      | Н                      | Д                      |
| 3,9 48 37                             | 3,2 48 37              | 2,8 52 39              | 1,8 62 46              | 1,4 71 54              | 1,3 79 61              | 1,5 83 65              | 1,9 83 66              | 2,4 77 60              | 3,8 68 54              | 4,4 60 47              | 4,9 52 42              |
| Просечне макс. и мин. температуре у ° |                        |                        |                        |                        |                        |                        |                        |                        |                        |                        |                        |
| Укупне падавине у инчима              |                        |                        |                        |                        |                        |                        |                        |                        |                        |                        |                        |

| Ј                                     | Ф      | М       | А       | М        | Ј        | Ј        | А        | С        | О        | Н        | Д        |
| 98 9 3                                | 80 9 3 | 70 11 4 | 46 17 8 | 36 21 12 | 34 26 16 | 39 28 19 | 48 29 19 | 61 25 16 | 97 20 12 | 111 15 9 | 124 11 5 |
| Просечне макс. и мин. температуре у ° |        |         |         |          |          |          |          |          |          |          |          |
| Укупне падавине у                     |        |         |         |          |          |          |          |          |          |          |          |
| Извор: Turkish State Meteorology      |        |         |         |          |          |          |          |          |          |          |          |

| Империјална конверзија                | Империјална конверзија | Империјална конверзија | Империјална конверзија | Империјална конверзија | Империјална конверзија | Империјална конверзија | Империјална конверзија | Империјална конверзија | Империјална конверзија | Империјална конверзија | Империјална конверзија |
| ------------------------------------- | ---------------------- | ---------------------- | ---------------------- | ---------------------- | ---------------------- | ---------------------- | ---------------------- | ---------------------- | ---------------------- | ---------------------- | ---------------------- |
| Ј                                     | Ф                      | М                      | А                      | М                      | Ј                      | Ј                      | А                      | С                      | О                      | Н                      | Д                      |
| 3,9 48 37                             | 3,2 48 37              | 2,8 52 39              | 1,8 62 46              | 1,4 71 54              | 1,3 79 61              | 1,5 83 65              | 1,9 83 66              | 2,4 77 60              | 3,8 68 54              | 4,4 60 47              | 4,9 52 42              |
| Просечне макс. и мин. температуре у ° |                        |                        |                        |                        |                        |                        |                        |                        |                        |                        |                        |
| Укупне падавине у инчима              |                        |                        |                        |                        |                        |                        |                        |                        |                        |                        |                        |

| Ј                                     | Ф       | М        | А       | М       | Ј       | Ј        | А        | С       | О       | Н        | Д       |
| 40 2 −7                               | 31 4 −5 | 36 10 −2 | 51 16 3 | 52 20 7 | 39 24 9 | 17 28 13 | 15 28 13 | 18 24 8 | 32 18 4 | 36 11 −1 | 48 4 −3 |
| Просечне макс. и мин. температуре у ° |         |          |         |         |         |          |          |         |         |          |         |
| Укупне падавине у                     |         |          |         |         |         |          |          |         |         |          |         |
| Извор: Turkish State Meteorology      |         |          |         |         |         |          |          |         |         |          |         |

| Империјална конверзија                | Империјална конверзија | Империјална конверзија | Империјална конверзија | Империјална конверзија | Империјална конверзија | Империјална конверзија | Империјална конверзија | Империјална конверзија | Империјална конверзија | Империјална конверзија | Империјална конверзија |
| ------------------------------------- | ---------------------- | ---------------------- | ---------------------- | ---------------------- | ---------------------- | ---------------------- | ---------------------- | ---------------------- | ---------------------- | ---------------------- | ---------------------- |
| Ј                                     | Ф                      | М                      | А                      | М                      | Ј                      | Ј                      | А                      | С                      | О                      | Н                      | Д                      |
| 1,6 35 20                             | 1,2 40 23              | 1,4 50 29              | 2 60 38                | 2 68 44                | 1,5 76 49              | 0,7 82 55              | 0,6 83 55              | 0,7 76 47              | 1,3 65 39              | 1,4 51 30              | 1,9 40 26              |
| Просечне макс. и мин. температуре у ° |                        |                        |                        |                        |                        |                        |                        |                        |                        |                        |                        |
| Укупне падавине у инчима              |                        |                        |                        |                        |                        |                        |                        |                        |                        |                        |                        |

| Ј                                     | Ф       | М        | А       | М       | Ј       | Ј        | А        | С       | О       | Н        | Д       |
| 40 2 −7                               | 31 4 −5 | 36 10 −2 | 51 16 3 | 52 20 7 | 39 24 9 | 17 28 13 | 15 28 13 | 18 24 8 | 32 18 4 | 36 11 −1 | 48 4 −3 |
| Просечне макс. и мин. температуре у ° |         |          |         |         |         |          |          |         |         |          |         |
| Укупне падавине у                     |         |          |         |         |         |          |          |         |         |          |         |
| Извор: Turkish State Meteorology      |         |          |         |         |         |          |          |         |         |          |         |

| Империјална конверзија                | Империјална конверзија | Империјална конверзија | Империјална конверзија | Империјална конверзија | Империјална конверзија | Империјална конверзија | Империјална конверзија | Империјална конверзија | Империјална конверзија | Империјална конверзија | Империјална конверзија |
| ------------------------------------- | ---------------------- | ---------------------- | ---------------------- | ---------------------- | ---------------------- | ---------------------- | ---------------------- | ---------------------- | ---------------------- | ---------------------- | ---------------------- |
| Ј                                     | Ф                      | М                      | А                      | М                      | Ј                      | Ј                      | А                      | С                      | О                      | Н                      | Д                      |
| 1,6 35 20                             | 1,2 40 23              | 1,4 50 29              | 2 60 38                | 2 68 44                | 1,5 76 49              | 0,7 82 55              | 0,6 83 55              | 0,7 76 47              | 1,3 65 39              | 1,4 51 30              | 1,9 40 26              |
| Просечне макс. и мин. температуре у ° |                        |                        |                        |                        |                        |                        |                        |                        |                        |                        |                        |
| Укупне падавине у инчима              |                        |                        |                        |                        |                        |                        |                        |                        |                        |                        |                        |

| Ј                                     | Ф       | М       | А        | М     | Ј        | Ј         | А         | С        | О        | Н         | Д        |
| 125 13 6                              | 98 13 6 | 79 17 8 | 48 21 12 | 26 16 | 11 31 20 | 9,6 33 23 | 4,6 33 23 | 35 29 19 | 52 24 15 | 111 18 11 | 135 14 8 |
| Просечне макс. и мин. температуре у ° |         |         |          |       |          |           |           |          |          |           |          |
| Укупне падавине у                     |         |         |          |       |          |           |           |          |          |           |          |
| Извор: Turkish State Meteorology      |         |         |          |       |          |           |           |          |          |           |          |

| Империјална конверзија                | Империјална конверзија | Империјална конверзија | Империјална конверзија | Империјална конверзија | Империјална конверзија | Империјална конверзија | Империјална конверзија | Империјална конверзија | Империјална конверзија | Империјална конверзија | Империјална конверзија |
| ------------------------------------- | ---------------------- | ---------------------- | ---------------------- | ---------------------- | ---------------------- | ---------------------- | ---------------------- | ---------------------- | ---------------------- | ---------------------- | ---------------------- |
| Ј                                     | Ф                      | М                      | А                      | М                      | Ј                      | Ј                      | А                      | С                      | О                      | Н                      | Д                      |
| 4,9 55 43                             | 3,8 56 43              | 3,1 62 46              | 1,9 70 53              | 1 79 60                | 0,4 88 68              | 0,4 92 73              | 0,2 91 73              | 1,4 84 66              | 2 75 59                | 4,4 65 51              | 5,3 57 46              |
| Просечне макс. и мин. температуре у ° |                        |                        |                        |                        |                        |                        |                        |                        |                        |                        |                        |
| Укупне падавине у инчима              |                        |                        |                        |                        |                        |                        |                        |                        |                        |                        |                        |

| Ј                                     | Ф       | М       | А        | М     | Ј        | Ј         | А         | С        | О        | Н         | Д        |
| 125 13 6                              | 98 13 6 | 79 17 8 | 48 21 12 | 26 16 | 11 31 20 | 9,6 33 23 | 4,6 33 23 | 35 29 19 | 52 24 15 | 111 18 11 | 135 14 8 |
| Просечне макс. и мин. температуре у ° |         |         |          |       |          |           |           |          |          |           |          |
| Укупне падавине у                     |         |         |          |       |          |           |           |          |          |           |          |
| Извор: Turkish State Meteorology      |         |         |          |       |          |           |           |          |          |           |          |

| Империјална конверзија                | Империјална конверзија | Империјална конверзија | Империјална конверзија | Империјална конверзија | Империјална конверзија | Империјална конверзија | Империјална конверзија | Империјална конверзија | Империјална конверзија | Империјална конверзија | Империјална конверзија |
| ------------------------------------- | ---------------------- | ---------------------- | ---------------------- | ---------------------- | ---------------------- | ---------------------- | ---------------------- | ---------------------- | ---------------------- | ---------------------- | ---------------------- |
| Ј                                     | Ф                      | М                      | А                      | М                      | Ј                      | Ј                      | А                      | С                      | О                      | Н                      | Д                      |
| 4,9 55 43                             | 3,8 56 43              | 3,1 62 46              | 1,9 70 53              | 1 79 60                | 0,4 88 68              | 0,4 92 73              | 0,2 91 73              | 1,4 84 66              | 2 75 59                | 4,4 65 51              | 5,3 57 46              |
| Просечне макс. и мин. температуре у ° |                        |                        |                        |                        |                        |                        |                        |                        |                        |                        |                        |
| Укупне падавине у инчима              |                        |                        |                        |                        |                        |                        |                        |                        |                        |                        |                        |

| Ј                                     | Ф        | М        | А        | М        | Ј       | Ј       | А       | С        | О        | Н         | Д        |
| 227 15 6                              | 139 15 6 | 100 18 8 | 61 22 11 | 32 26 15 | 9 31 19 | 6 35 22 | 5 34 22 | 16 31 19 | 86 27 15 | 172 21 10 | 269 16 7 |
| Просечне макс. и мин. температуре у ° |          |          |          |          |         |         |         |          |          |           |          |
| Укупне падавине у                     |          |          |          |          |         |         |         |          |          |           |          |
| Извор: Turkish State Meteorology      |          |          |          |          |         |         |         |          |          |           |          |

| Империјална конверзија                | Империјална конверзија | Империјална конверзија | Империјална конверзија | Империјална конверзија | Империјална конверзија | Империјална конверзија | Империјална конверзија | Империјална конверзија | Империјална конверзија | Империјална конверзија | Империјална конверзија |
| ------------------------------------- | ---------------------- | ---------------------- | ---------------------- | ---------------------- | ---------------------- | ---------------------- | ---------------------- | ---------------------- | ---------------------- | ---------------------- | ---------------------- |
| Ј                                     | Ф                      | М                      | А                      | М                      | Ј                      | Ј                      | А                      | С                      | О                      | Н                      | Д                      |
| 8,9 59 43                             | 5,5 59 43              | 3,9 64 46              | 2,4 72 52              | 1,3 79 59              | 0,4 88 66              | 0,2 95 72              | 0,2 93 72              | 0,6 88 66              | 3,4 81 59              | 6,8 70 50              | 11 61 45               |
| Просечне макс. и мин. температуре у ° |                        |                        |                        |                        |                        |                        |                        |                        |                        |                        |                        |
| Укупне падавине у инчима              |                        |                        |                        |                        |                        |                        |                        |                        |                        |                        |                        |

| Ј                                     | Ф        | М        | А        | М        | Ј       | Ј       | А       | С        | О        | Н         | Д        |
| 227 15 6                              | 139 15 6 | 100 18 8 | 61 22 11 | 32 26 15 | 9 31 19 | 6 35 22 | 5 34 22 | 16 31 19 | 86 27 15 | 172 21 10 | 269 16 7 |
| Просечне макс. и мин. температуре у ° |          |          |          |          |         |         |         |          |          |           |          |
| Укупне падавине у                     |          |          |          |          |         |         |         |          |          |           |          |
| Извор: Turkish State Meteorology      |          |          |          |          |         |         |         |          |          |           |          |

| Империјална конверзија                | Империјална конверзија | Империјална конверзија | Империјална конверзија | Империјална конверзија | Империјална конверзија | Империјална конверзија | Империјална конверзија | Империјална конверзија | Империјална конверзија | Империјална конверзија | Империјална конверзија |
| ------------------------------------- | ---------------------- | ---------------------- | ---------------------- | ---------------------- | ---------------------- | ---------------------- | ---------------------- | ---------------------- | ---------------------- | ---------------------- | ---------------------- |
| Ј                                     | Ф                      | М                      | А                      | М                      | Ј                      | Ј                      | А                      | С                      | О                      | Н                      | Д                      |
| 8,9 59 43                             | 5,5 59 43              | 3,9 64 46              | 2,4 72 52              | 1,3 79 59              | 0,4 88 66              | 0,2 95 72              | 0,2 93 72              | 0,6 88 66              | 3,4 81 59              | 6,8 70 50              | 11 61 45               |
| Просечне макс. и мин. температуре у ° |                        |                        |                        |                        |                        |                        |                        |                        |                        |                        |                        |
| Укупне падавине у инчима              |                        |                        |                        |                        |                        |                        |                        |                        |                        |                        |                        |

| Ј                                     | Ф      | М       | А       | М        | Ј        | Ј        | А        | С         | О         | Н        | Д        |
| 133 9 4                               | 86 9 3 | 88 11 5 | 58 15 8 | 51 19 12 | 71 23 16 | 81 25 18 | 88 25 18 | 123 22 15 | 153 18 12 | 147 15 8 | 154 11 5 |
| Просечне макс. и мин. температуре у ° |        |         |         |          |          |          |          |           |           |          |          |
| Укупне падавине у                     |        |         |         |          |          |          |          |           |           |          |          |
| Извор: Turkish State Meteorology      |        |         |         |          |          |          |          |           |           |          |          |

| Империјална конверзија                | Империјална конверзија | Империјална конверзија | Империјална конверзија | Империјална конверзија | Империјална конверзија | Империјална конверзија | Империјална конверзија | Империјална конверзија | Империјална конверзија | Империјална конверзија | Империјална конверзија |
| ------------------------------------- | ---------------------- | ---------------------- | ---------------------- | ---------------------- | ---------------------- | ---------------------- | ---------------------- | ---------------------- | ---------------------- | ---------------------- | ---------------------- |
| Ј                                     | Ф                      | М                      | А                      | М                      | Ј                      | Ј                      | А                      | С                      | О                      | Н                      | Д                      |
| 5,2 49 38                             | 3,4 48 37              | 3,5 51 40              | 2,3 59 47              | 2 65 53                | 2,8 73 60              | 3,2 77 65              | 3,5 77 65              | 4,8 72 60              | 6 65 54                | 5,8 58 47              | 6,1 52 42              |
| Просечне макс. и мин. температуре у ° |                        |                        |                        |                        |                        |                        |                        |                        |                        |                        |                        |
| Укупне падавине у инчима              |                        |                        |                        |                        |                        |                        |                        |                        |                        |                        |                        |

| Ј                                     | Ф      | М       | А       | М        | Ј        | Ј        | А        | С         | О         | Н        | Д        |
| 133 9 4                               | 86 9 3 | 88 11 5 | 58 15 8 | 51 19 12 | 71 23 16 | 81 25 18 | 88 25 18 | 123 22 15 | 153 18 12 | 147 15 8 | 154 11 5 |
| Просечне макс. и мин. температуре у ° |        |         |         |          |          |          |          |           |           |          |          |
| Укупне падавине у                     |        |         |         |          |          |          |          |           |           |          |          |
| Извор: Turkish State Meteorology      |        |         |         |          |          |          |          |           |           |          |          |

| Империјална конверзија                | Империјална конверзија | Империјална конверзија | Империјална конверзија | Империјална конверзија | Империјална конверзија | Империјална конверзија | Империјална конверзија | Империјална конверзија | Империјална конверзија | Империјална конверзија | Империјална конверзија |
| ------------------------------------- | ---------------------- | ---------------------- | ---------------------- | ---------------------- | ---------------------- | ---------------------- | ---------------------- | ---------------------- | ---------------------- | ---------------------- | ---------------------- |
| Ј                                     | Ф                      | М                      | А                      | М                      | Ј                      | Ј                      | А                      | С                      | О                      | Н                      | Д                      |
| 5,2 49 38                             | 3,4 48 37              | 3,5 51 40              | 2,3 59 47              | 2 65 53                | 2,8 73 60              | 3,2 77 65              | 3,5 77 65              | 4,8 72 60              | 6 65 54                | 5,8 58 47              | 6,1 52 42              |
| Просечне макс. и мин. температуре у ° |                        |                        |                        |                        |                        |                        |                        |                        |                        |                        |                        |
| Укупне падавине у инчима              |                        |                        |                        |                        |                        |                        |                        |                        |                        |                        |                        |

| Ј                                     | Ф       | М       | А        | М        | Ј       | Ј       | А       | С       | О        | Н       | Д       |
| 74 10 2                               | 74 12 3 | 63 17 6 | 43 22 11 | 27 29 16 | 5 35 21 | 3 39 25 | 5 38 24 | 7 34 20 | 28 27 15 | 49 18 8 | 76 12 4 |
| Просечне макс. и мин. температуре у ° |         |         |          |          |         |         |         |         |          |         |         |
| Укупне падавине у                     |         |         |          |          |         |         |         |         |          |         |         |
| Извор: Turkish State Meteorology      |         |         |          |          |         |         |         |         |          |         |         |

| Империјална конверзија                | Империјална конверзија | Империјална конверзија | Империјална конверзија | Империјална конверзија | Империјална конверзија | Империјална конверзија | Империјална конверзија | Империјална конверзија | Империјална конверзија | Империјална конверзија | Империјална конверзија |
| ------------------------------------- | ---------------------- | ---------------------- | ---------------------- | ---------------------- | ---------------------- | ---------------------- | ---------------------- | ---------------------- | ---------------------- | ---------------------- | ---------------------- |
| Ј                                     | Ф                      | М                      | А                      | М                      | Ј                      | Ј                      | А                      | С                      | О                      | Н                      | Д                      |
| 2,9 50 36                             | 2,9 54 37              | 2,5 63 43              | 1,7 72 52              | 1,1 84 61              | 0,2 95 70              | 0,1 102 77             | 0,2 100 75             | 0,3 93 68              | 1,1 81 59              | 1,9 64 46              | 3 54 39                |
| Просечне макс. и мин. температуре у ° |                        |                        |                        |                        |                        |                        |                        |                        |                        |                        |                        |
| Укупне падавине у инчима              |                        |                        |                        |                        |                        |                        |                        |                        |                        |                        |                        |

| Ј                                     | Ф       | М       | А        | М        | Ј       | Ј       | А       | С       | О        | Н       | Д       |
| 74 10 2                               | 74 12 3 | 63 17 6 | 43 22 11 | 27 29 16 | 5 35 21 | 3 39 25 | 5 38 24 | 7 34 20 | 28 27 15 | 49 18 8 | 76 12 4 |
| Просечне макс. и мин. температуре у ° |         |         |          |          |         |         |         |         |          |         |         |
| Укупне падавине у                     |         |         |          |          |         |         |         |         |          |         |         |
| Извор: Turkish State Meteorology      |         |         |          |          |         |         |         |         |          |         |         |

| Империјална конверзија                | Империјална конверзија | Империјална конверзија | Империјална конверзија | Империјална конверзија | Империјална конверзија | Империјална конверзија | Империјална конверзија | Империјална конверзија | Империјална конверзија | Империјална конверзија | Империјална конверзија |
| ------------------------------------- | ---------------------- | ---------------------- | ---------------------- | ---------------------- | ---------------------- | ---------------------- | ---------------------- | ---------------------- | ---------------------- | ---------------------- | ---------------------- |
| Ј                                     | Ф                      | М                      | А                      | М                      | Ј                      | Ј                      | А                      | С                      | О                      | Н                      | Д                      |
| 2,9 50 36                             | 2,9 54 37              | 2,5 63 43              | 1,7 72 52              | 1,1 84 61              | 0,2 95 70              | 0,1 102 77             | 0,2 100 75             | 0,3 93 68              | 1,1 81 59              | 1,9 64 46              | 3 54 39                |
| Просечне макс. и мин. температуре у ° |                        |                        |                        |                        |                        |                        |                        |                        |                        |                        |                        |
| Укупне падавине у инчима              |                        |                        |                        |                        |                        |                        |                        |                        |                        |                        |                        |

| Ј                                     | Ф         | М       | А       | М       | Ј       | Ј     | А        | С       | О       | Н       | Д         |
| 20 −4 −15                             | 24 −3 −14 | 33 3 −7 | 58 12 0 | 70 17 4 | 43 22 7 | 27 10 | 16 28 10 | 21 23 5 | 49 15 1 | 33 7 −5 | 22 −1 −11 |
| Просечне макс. и мин. температуре у ° |           |         |         |         |         |       |          |         |         |         |           |
| Укупне падавине у                     |           |         |         |         |         |       |          |         |         |         |           |
| Извор: Turkish State Meteorology      |           |         |         |         |         |       |          |         |         |         |           |

| Империјална конверзија                | Империјална конверзија | Империјална конверзија | Империјална конверзија | Империјална конверзија | Империјална конверзија | Империјална конверзија | Империјална конверзија | Империјална конверзија | Империјална конверзија | Империјална конверзија | Империјална конверзија |
| ------------------------------------- | ---------------------- | ---------------------- | ---------------------- | ---------------------- | ---------------------- | ---------------------- | ---------------------- | ---------------------- | ---------------------- | ---------------------- | ---------------------- |
| Ј                                     | Ф                      | М                      | А                      | М                      | Ј                      | Ј                      | А                      | С                      | О                      | Н                      | Д                      |
| 0,8 25 5                              | 0,9 27 7               | 1,3 37 19              | 2,3 54 32              | 2,8 63 39              | 1,7 72 45              | 1,1 81 50              | 0,6 82 50              | 0,8 73 41              | 1,9 59 34              | 1,3 45 23              | 0,9 30 12              |
| Просечне макс. и мин. температуре у ° |                        |                        |                        |                        |                        |                        |                        |                        |                        |                        |                        |
| Укупне падавине у инчима              |                        |                        |                        |                        |                        |                        |                        |                        |                        |                        |                        |

| Ј                                     | Ф         | М       | А       | М       | Ј       | Ј     | А        | С       | О       | Н       | Д         |
| 20 −4 −15                             | 24 −3 −14 | 33 3 −7 | 58 12 0 | 70 17 4 | 43 22 7 | 27 10 | 16 28 10 | 21 23 5 | 49 15 1 | 33 7 −5 | 22 −1 −11 |
| Просечне макс. и мин. температуре у ° |           |         |         |         |         |       |          |         |         |         |           |
| Укупне падавине у                     |           |         |         |         |         |       |          |         |         |         |           |
| Извор: Turkish State Meteorology      |           |         |         |         |         |       |          |         |         |         |           |

| Империјална конверзија                | Империјална конверзија | Империјална конверзија | Империјална конверзија | Империјална конверзија | Империјална конверзија | Империјална конверзија | Империјална конверзија | Империјална конверзија | Империјална конверзија | Империјална конверзија | Империјална конверзија |
| ------------------------------------- | ---------------------- | ---------------------- | ---------------------- | ---------------------- | ---------------------- | ---------------------- | ---------------------- | ---------------------- | ---------------------- | ---------------------- | ---------------------- |
| Ј                                     | Ф                      | М                      | А                      | М                      | Ј                      | Ј                      | А                      | С                      | О                      | Н                      | Д                      |
| 0,8 25 5                              | 0,9 27 7               | 1,3 37 19              | 2,3 54 32              | 2,8 63 39              | 1,7 72 45              | 1,1 81 50              | 0,6 82 50              | 0,8 73 41              | 1,9 59 34              | 1,3 45 23              | 0,9 30 12              |
| Просечне макс. и мин. температуре у ° |                        |                        |                        |                        |                        |                        |                        |                        |                        |                        |                        |
| Укупне падавине у инчима              |                        |                        |                        |                        |                        |                        |                        |                        |                        |                        |                        |

Обална подручја Турске која се граниче са Егејским и Средоземним морем имају умерену медитеранску климу, са топлим, сувим летима и благим до хладним, влажним зимама. Обална подручја која се граниче са Црним морем имају умерену океанску климу са топлим, влажним летима и хладним до хладним, влажним зимама. Турска обала Црног мора прима највише падавина и једина је регија Турске која прима велике количине падавина током целе године. Источни део обале Црног мора у просеку износи 2.200 mm (87 in) годишње што представља највише падавина у земљи. Обална подручја која се граниче са Мраморним морем, које повезује Егејско море и Црно море, имају прелазну климу између умерене медитеранске климе и умерене океанске климе са топлим до топлим, умерено сувим летима и хладним до хладним, влажним зимама. Скоро сваке зиме на приобалним подручјима Мраморног и Црног мора пада снег, али се обично топи за не више од неколико дана. Међутим, снијег је риједак у обалним подручјима Егејског мора и врло риједак у обалним подручјима Средоземног мора. Посебно су оштре зиме на Анадолској висоравни. Температуре од −30 — −40 °C (−22 — −40 °F) се јављају у североисточној Анадолији, а снег може да лежи на тлу најмање 120 дана у години, а током целе године на врховима највиших планина. У централној Анадолији температуре могу пасти испод −20 °C (−4 °F) док су планине још хладније.
Планине у близини обале спречавају да се утицаји Медитерана протежу у унутрашњости, дајући централној анадолској висоравни у унутрашњости Турске континенталну климу са оштро супротстављеним годишњим добима.

## Историја

### Рана историја
Мала Азија је једна од најстаријих насељених делова света због свог одличног географског положаја. Најранији градови као што су Чаталхојук, Чајону, Невали Џори, Хаџилар, Гобекли Тепе и Мерсин сматрају се једним од најстаријих насеља на свету.
Насеље Троја је настало у периоду неолита и трајало је кроз гвоздено доба. Током периода забележене историје, становници Анадолије су говорили индоевропске језике, семитске језике и карвелијске језике, као и многе језике нејасног порекла. Заправо, због старости индоевропских хетитских и лувијанских језика, неки научници су предложили Анадолију за хипотетички центар одакле су се индоевропски језици раширили по свету.
Један од најзначајнијих држава у овој области било је Хетитско краљевство, а трајало је од 18. до 13. века п. н. е. Касније су превласт стекли Фригијци, индоевропски народ, чије су царство су у 7. веку пре н. е уништили Кимеријци. Најзначајније државе наследнице Фригије биле Лидија, Карија и Ликија. Језици којима су говорили Лидијци и Ликијци били су у основи индоевропски, али с много неиндоевропских елемената које су покупили током хетитског и хеленског раздобља.
Негде око 1200. п. н. е. на западној обали Анадолије населила су се грчка племена, већином Еолци. Цело ово подручје је у 6. веку п. н. е. освојило персијско Ахеменидско краљевство. Касније је 334. п. н. е. ово подручје освојио Александар Велики. Анадолија је затим подељена у велики број мањих хеленистичких држава, као што су Битинија, Кападокија, Пергам и Понт. Рим је до средине 1. века п. н. е. покорио сва ова краљевства, изузев Пергама који је постао римска провинција крајем 2. века п. н. е. Године 324. римски цар Константин Велики изабрао је Византион за нови главни град Римског царства. Након пада Западног римског царства Цариград је постао главни град Византијског царства.

### Византија и Јерменија
Након што је победио Лицинија (старог ко-цара (августа) у Никомедији) у бици код Хрисопоља (Ускудар) 324. године (чиме је окончан систем тетрархије и постао једини цар), Константин Велики је изабрао оближњу град Византије преко Босфора као нову престоницу Римског царства и започео обнову и проширење града. Највише је боравио у Никомедији (савремени Измит) током грађевинских радова у наредних шест година. Године 330. званично је прогласио римску престоницу са именом Нови Рим (Nova Roma), али га је убрзо преименовао у Константинопољ (Константинопољ, савремени Истанбул). Под Константином, хришћанство није постало званична религија државе, већ је уживало предност пошто га је подржавао великодушним привилегијама.
Теодосије Велики је прогласио хришћанство званичном државном религијом Римског царства Солунским едиктом 380. године и био је кључан у успостављању Никејског симбола вере као православне доктрине хришћанства кроз Први Константинопољски сабор 381. године. Након смрти Теодосија Великог 395. године и трајне поделе Римског царства између његова два сина, Константинопољ је постао престоница Источног римског царства. Ово царство, које ће историчари касније означити као Византијско царство, владало је већим делом територије данашње Турске све до касног средњег века; иако су источне области остале чврсто у рукама Сасанида све до 7. века. Чести византијско-персијски ратови, наставак вишевековних римско-персијских ратова, одвијали су се између 4. и 7. века.
Неколико васељенских сабора ране хришчанске Цркве одржано је у градовима који се налазе у данашњој Турској, укључујући Први никејски сабор (Изник) 325. године (који је резултирао првом јединственом хришћанском доктрином, названом Никејски симбол вере ), Први Константинопољски сабор (Истанбул) 381. године, Ефески сабор 431. и Халкидонски сабор (Кадикој) 451. Током већег дела свог постојања, Византијско царство је било једна од најмоћнијих економских, културних и војних сила у Европи. Основана у римском периоду, Цариградска васељенска патријаршија је најстарија континуирано активна институција у Истанбулу. Први Константинопољски сабор 381. признао је да су права цариградског епископа једнака правима римског епископа.

### Османски период
У 10. стољећу Селџуци који су живјели сјеверно од Каспијског и Аралског језера, почели су се селити у источна подручја Анадолије. Селџуци су били огранак Турака Оуза, а Анадолија је постала њихова домовина након битке код Манцикерта 1071. године. Том победом почиње успон анадолијског селџучког султаната (Иконијског султаната) који је био засебни део великог Селџучког краљевства које је покривало подручје средње Азије, Ирана, Анадолије и југозападне Азије.
Године 1243. Монголи су поразили Селџуке, а њихово царство се почело распадати. Турска Анадолија је тада подељена у више мањих независних држава званих гази емирати. До 1300. гази емирати освајају већину анадолијских подручја тада већ ослабљеног Византијског царства. У то време почиње се издизати гази емират којег је водио Осман I (по њему је названо Османско царство) који је проширио своју државу све до граница с Византијом.
Османско царство је током своје историје дуге 623. године имало контаката и са западним и с источним културама. Царство је у 16. и 17. веку била најјача политичка сила на свету која се брзо ширила према средишњој Европи преко Балкана. Уз врло јаки утицај који је царство имало на промјене копнених граница у Европи, велики значај имало је и на мору. Царство је било једно од неколико сила које се борило за контролу над Средоземљем, а уз то често се сукобљавало и с португалском флотом у Индијском океану покушавајући одбранити своју доминацију над трговачким правцима између источне Азије и западне Европе. Важност ових праваца је опао откривањем Рта добре наде 1488. године.
У првој половини 19. века почео је опадати утицај царства, а коначан ударац је добило поразом у Првом светском рату у којег је ушла у савезу с Немачком. Француска и Велика Британија су раније обећале стварање јерменске државе у источном дијелу Анадолије, што је османска власт видела као удар на територијалну целовитост земље. Под изговором пресељења, велики број Јермена је убијен или су умрли од исцрпљености у сиријској пустињи. Свеукупно је између 1915. и 1917. убијено 1,5 милиона Јермена. Турска влада и данас службено пориче геноцид над Јерменима.
Након рата силе Антанте поделиле су територију царства споразумом у Севру 1920. године. Османско царство је изгубило све територије изузев Анадолије и Тракије. Територију данашње Турске подејељена је у више делова. Грчкој је обећана Смирна (данашњи Измир) и део западне Анадолије, Италија је требало да добије подручје Адане, а Француској је уз Сирију требало да припадне и Киликија. У источном делу данашње Турске где се налазе градови Карс, Ардахан и Ерзурум требало је да буде основана јерменска држава. Јужно и источно од Еуфрата требало је да буде створена аутономна курдска регија. Сви ови планови на крају нису остварени.

### Савремена историја
Мустафа Кемал-паша је 19. маја 1919. политички и војни устанак против ових планова. Посебно су 1920. вођене жестоке борбе с Грчком. Рат је завршен 9. септембра 1922. заузимањем Смирне која је тада већински била насељена Грцима, после чега је целокупно грчко становништво Смирне било побијено. Турска победа резултовала је малоазијском катастрофом, у којој су многи Грци и Турци остали без својих домова.
Након побједе Турака, 24. јула 1923. споразумом из Лозане промијењен је претходни споразум из Севра. Овим уговором успостављене су данашње границе Турске. У исто вријеме извршена је и размена становништва са Грчком. Након што су све стране снаге напустиле Анадолију, Мустафа Кемал је 29. октобра 1923. прогласио републику.
За време свога мандата Мустафа Кемал је покренуо низ политичких и друштвених реформи широм земље, које су претворили Турску у модерну, секуларну и европски оријентисану државу. Смернице његове политике данас се називају кемализмом. Између осталог 1922. укинут је султанат, а 3. марта 1924. и калифат. Исте године укинут је шеријатски закон, а 1925. проведена је одевна реформа којом је забрањен фес (традиционална турска мушка капа) и вео за жене, а уведено је заједничко образовање за оба пола. Године 1926. исламски календар замењен је грегоријанским, а уведен је и метрички систем.
Идућих година цели правосудни систем је промењен је по узору на европске земље. Уведена је моногамија, а 1928. је спроведена секуларизација и реформа писма у којој је арапско писмо замењено латиницом. Овим реформама је 1930. уведено право гласа женама, а од 1934. даје им се и право учествовања на изборима. Спроведена је и реформа имена грађана у којој су свима додељена презимена. Турски парламент је Мустафи Кемалу додијелио презиме „Ататурк“ (отац Турака) које је проглашено посебним презименом којег је носио само он. Мањи број Ататуркових реформи је након његове смрти укинут, као нпр. реформа којом је у џамијама уместо на арапском молитва уведена на турском.
Након Ататуркове смрти 1938, председник Турске је постао његов блиски сарадник Исмет Инени. Инени је наставио модернизацију Турске, а на спољнополитичком плану покушао је одржати неутралност. Године 1939. Турској је припојена Република Хатај која је постала турски вилајет.

### Након Другог светског рата
За време Другог светског рата Турска је очувала своју спољнополитичку неутралност. У рат на страни савезника ушла је симболички тек 23. фебруара 1945. Исте године потписала је повељу УН-а. Године 1946. у Турској је уведено вишестраначје. Демократска странка је под водством Аднана Мендереса је на изборима 1950. освојила већину у парламенту. Тиме је завршена владавина Републиканске народне странке која је трајала од оснивања републике.
Избијањем сукоба између истока и запада, те покушајем утицаја Совјетског Савеза на Турску, завршено је раздобље политичке неутралности за Турску. Године 1950. Турска је учествовала као део УН-овог контингента у Корејском рату, а 1952. је постала чланица НАТО пакта.
Године 1960. премијер Мендерес је донео закон који му је омогућио укидање опозиције. Војска је тада организовала државни удар и ухапсила премијера и друге политичаре, који су након суђења обешени у септембру 1961. на острву İmralı. Након што је војска исте године увела нови устав, вратила је власт народу. Инени је поново постао премијер и владао је од 1961. до 1965. године. У то време Турска је постала придружена чланица ЕЕЗ-а. То раздобље обележило је и неефикасност владе и јачање левичарских и десничарских терористичких активности, што је довело до привредног пада. Године 1971. власт је поново узела војска која је увела репресивне мере за становништво.
Након дугог низа година међуетничког насиља на Кипру, Грци су организовали војни удар у јулу 1974. у којем је свргнут председник Макариос III и постављен грчки националиста Никос Сампсон као диктатор. Турска се тада одлучила за војну интервенцију на Кипру у којој је окупирала северни део острва. Девет година касније на том подручју успостављена је нелегитимна Турска Република Сјеверни Кипар коју је признала само Турска.
Војска је 12. септембра 1980. трећи пут одузела власт изабраној влади. Узрок је била политичка и привредна нестабилност земље у 1970-им, као и терористички напади екстремне левице и деснице. Војска је под генералом Кенаном Евреном увела ратно стање у земљи и забранила све политичке странке. Хунта се пре снажно противила курдским сепаратистима и левој опозицији. Дана 7. новембра 1982. војска је представила нови устав који је прихваћен референдумом.
Од средине 1980-их најважнијим унутрашњим проблемом земље сматра се сукоб с Курдима. Турска је дотад водила политику асимилације која је резултовала потискивањем курдске културе и идентитета. Као реакција на ову политику 1978. основана је Радничка партија Курдистана) с Абдулахом Оџаланом на челу. Странка је 1984. почела оружани сукоб на југоистоку Турске с циљем оснивања социјалистичке државе Курдистан. До 2007. године, у сукобима између турске војске и ПКК-а погинуло је око 40.000 особа.
У фебруару 1998. турска тајна служба је ухватила Абдулаха Оџалана у Кенији и довела га у Турску где је осуђен на смртну казну (која је укинућем смртне казне промењена у доживотни затвор). Тада је Радничка партија Курдистана прогласила прекид ватре који је прекршен 2004. године.
За време мандата премијера Еџевита (1999.–2002) уведене су нове реформе грађанског права са свеукупним повећањем људских права (као што су нпр. право на окупљања и протесте). Ове реформе су касније настављене, а довеле су између осталог и до укидања смртне казне, забране мучења и увођења културних слобода курдском становништву. Данас је допуштена и употреба курдских дијалеката у школству, као и пренос радијских и телевизијских канала на курдском. Турска државна телевизија данас уз турски емитује и на курдском, арапском, српском и другим језицима. Турска је, након 40 година покушавања приближавања, 3. октобра 2005. започела преговоре о чланству у Европској унији.
2014. године, турски премијер Реџеп Тајип Ердоган победио је на првим директним председничким изборима у Турској. Дана 15. јула 2016, неуспели покушај државног удара покушао је да свргне владу.
Референдумом 2017, парламентарна република је замењена извршним председничким системом. Функција премијера је укинута и њена овлашћења и дужности су пренете на председника. На дан референдума, док је гласање још трајало, Врховно изборно веће Турске укинуло је правило према којем је сваки гласачки листић морао имати службени печат. Опозиционе странке тврде да је чак 2,5 милиона гласачких листића без печата прихваћено као валидно.
Ердоган је 2018. победио на председничким изборима за други мандат, који се завршава 2023. године. Председнички избори у Турској 2023. заказани су за 18. јун 2023. као део општих избора 2023. заједно са парламентарним изборима . Предсједник Ердоган је сигнализирао да би избори могли бити одржани пријевремено, 14. маја 2023. Према члану 101. Устава Турске: „За председника се може бирати највише два пута“ (турски: „Bir kimse en fazla iki defa Cumhurbaşkanı seçilebilir“) У члану 101. референдумом 2017. године није извршена измена ове дефиниције.
Другог јуна 2022, захтев турског министра спољних послова Мевлута Чавушлогуа да се држава ословљава именом „Туркије” у званичним документима и на међународним форумима је одобрен од стране УН.

## Политика и државно уређење
Турска је световна парламентарна република заснована на начелу деобе власти на законодавну, извршну и судску. Устав је врховни закон државе.
Председник је шеф државе и шеф владе, бира се најмање двотрећинском већином Велике турске народне скупштине (тур. Türkiye Büyük Millet Meclisi; TBMM), познатије као Меџлис, на једнократни, седмогодишњи мандат. Да би био подобан за ову функцију, кандидат мора бити турски држављанин старији од 40 година, мора бити подобан за избор у TBMM, и мора имати високу стручну спрему. Председник председава Националним саветом за безбедност и врши функцију врховног команданта. У време рата, начелник Генералштаба врши функцију врховног команданта у име председника. Председник је овлаштен проглашавати законе или их слати назад у парламент на поновно разматрање, расписивати јавне референдуме, расписивати парламентарне изборе, ратификовати и објављивати међународне споразуме итд.
Извршна власт је у рукама председника и Савета министара, којим председава председник. Председник кандидује министре, чије именовање мора одобрити Велика турска народна скупштина. Пре општих избора, министри правде, унутрашњих послова и комуникација морају се повући из кабинета, а именују се независни и неутрални (без политичких веза) министри. Савет министара издаје правила о примени закона и осталим питањима, уз услов да се не косе са постојећим законима, које тада проверава Државни савет. Велика турска народна скупштина може сменити владу изгласавањем неповерења.
Према уставу из 1982, законодавна власт припада Великој турској народној скупштини (Меџлис), која заседа у Анкари. То је једнодомно тело са 550 места које се бира по систему пропорционалне заступљености општим правом гласа одраслих, на петогодишњи мандат. У Скупштини су заступљене само странке које су сакупиле више од 10% гласова у земљи. Велика турска национална скупштина доноси, мења, допуњава и опозива законе; надгледа рад Савета министара и овлашћује га да издаје одлуке о посебним питањима које имају снагу закона; ратификује међународне споразуме и одлуке везане уз штампање новца, објаве ратног стања, те учествовање државних оружаних снага у операцијама у иностранству; одлучује о питањима везаним уз одобравање амнестија и помиловања итд.
Уставом из 1982. проглашена је независност државних судова и судија. Турска има јединствени правни систем грађанских и војних судова, од којих сваки има апелациони суд са седиштем у Анкари. Уставни суд преиспитује уставност закона и одлука са снагом закона, као и правила процедуре Велике турске националне скупштине. Његове одлуке се одмах објављују у Службеном листу, па су обавезујуће за све, укључујући законодавну и извршну власт. Судије именује председник. Високи апелациони суд је последњи степен преиспитивања одлука и пресуда које су донели судови. Судије бира Врховни савет судија и тужилаца. Државни савет је највиши управни трибунал. Три четвртине судија именује Врховни савет судија и тужилаца, а једну четвртину председник. Уставом из 1982. прописано је успостављање судова за безбедност који се баве нападима на национални и територијални интегритет Турске, демократски поредак, нападе на унутрашњу и спољашњу безбедност државе итд. Ту је још и много нижих грађанских и војних судова.

### Административна подела
Турска је административно подељена на 81 вилајет (тур. il). Вилајети у већини случајева носе име по свом седишту, са три изузетка:
- Хатај — седиште Антиохија
- Коџаели — седиште Измит
- Сакарја — седиште Адапазар

| Агри      | Адана     | Адијаман       | Ајдин      | Аксарај   | Амасија       | Анкара    | Анталија  |
| Ардахан   | Артвин    | Афјонкарахисар | Бајбурт    | Баликесир | Бартин        | Батман    | Билеџик   |
| Бингел    | Битлис    | Болу           | Бурдур     | Бурса     | Ван           | Газиантеп | Гумушхане |
| Гиресун   | Денизли   | Дузџе          | Дијарбакир | Елазиг    | Ерзинџан      | Ерзурум   | Едирне    |
| Ескишехир | Зонгулдак | Игдир          | Измир      | Испарта   | Истанбул      | Јалова    | Јозгат    |
| Кајсери   | Карабик   | Караман        | Карс       | Кастамону | Кахраманмараш | Килис     | Китахија  |
| Конија    | Коџаели   | Кирикале       | Киркларели | Киршехир  | Малатија      | Маниса    | Мардин    |
| Мерсин    | Мугла     | Муш            | Невшехир   | Нигде     | Орду          | Османије  | Ризе      |
| Сакарија  | Самсун    | Сивас          | Сирт       | Синоп     | Текирдаг      | Токат     | Трабзон   |
| Тунџели   | Ушак      | Хакари         | Хатај      | Чанакале  | Чанкири       | Чорум     | Шанлиурфа |
| Ширнак    |           |                |            |           |               |           |           |

| Анкара Киркларели Једрене Текирдаг Чанакале Баликесир Бурса Јалова Истанбул Коџаели Сакарија Дузџе Зонгулдак Болу Билеџик Ескишехир Китахија Маниса Измир Ајдин Мугла Денизли Бурдур Ушак Афјонкарахисар Испарта Анталија Конија Мерсин Караман Аксарај Киршехир Кирикале Чанкири Карабик Бартин Кастамону Синоп Чорум Јозгат Невшехир Нигде Адана Хатај Османије К.Мараш Кајсери Сивас Токат Амасија Самсун Орду Гиресун Ерзинџан Малатија Газијантеп Килис Шанлијурфа Адијаман Гумушхане Трабзон Ризе Бајбурт Ерзурум Артвин Ардахан Карс Агри Игдир Тунџели Елазиг Дијарбакир Мардин Батман Сирт Ширнак Битлис Бингол Муш Ван Хакари |

## Становништво
Турци су евроазијски народ, тачније његова посебна група, са око 83,81 милиона припадника, који живе распоређени на два континента. Највећи део их живи у Малој Азији (Турска са око 49 милиона), на Балкану, и то у: Бугарској (815.000), Грчкој (130.000), Македонији (81.000), Румунији (150.000), и непознат број у земљама наследницама бивше Југославије, као и на Кипру (135.000). Већи део Турака живи у Ираку (200.000 до 300.000), Сирији (100.000) као и у делу земаља Азије, где се зову Туркмени. Више од три милиона Турака живе у западној Европи, од чега само 1,2 милиона у Немачкој. Први пут се спомињу у 6. веку, а потомци су туркијских народа, који су у 11. веку продрли у Анадолију, мешајући се постепено са осталим народима у том делу света: Грцима на западу, Јерменима и Курдима на истоку, и Грузинима на североистоку, а делом и са Словенима на југоистоку Европе. Данашња Турска признаје све Турке као своје држављане, не само држављане Турске, већ се исто тако дичи својом јаком дијаспором, али и „етничким Турцима“ (Турцима у етничком смислу), који представљају националне мањине у суседним државама.

## Економија
Привреда Турске или економија Турске је по бруто домаћем производу 17. највећа економија света, а по паритету куповне моћи је 13. највећа економија на свету. Турска је један од највећих произвођача сребра, злата, нафте и природног гаса у југозападној Азији. Турска је велики извозник хране, одеће, накита и пластике, сировина, гума, лепкова, машинских и моторних делова итд. Турска производи и бави се прерадом и даљом производњом памука, чаја, кафе, дрвета. Велики је извозник и произвођач пистаћа, бадема, ораха, диња, мантија, баклава, ратлука, алве и туне. Истанбул је највећи финансијски и економски центар у Турској. Турска лира је национална валута Турске. Туризам је веома значајан, позната турска летовалишта су Бодрум и Анталија док Истанбул посети скоро милион људи годишње. Анталијска област генерише највећи број туриста из целог света а посебно из Немачке, Русије, В. Британије, Румуније и Пољске. Летовалишта у Анталијској области су: Анталија, Лара, Алања, Кемер, Белек и Сиде. Друга позната летовалишта су још Кушадаси, Мармарис и мање место Саримсакли. Поред ових области које обилују туристима током летње сезоне веома битна област после Истанбула је Кападокија.
Царинска унија ЕУ-Турска 1995. године довела је до опсежне либерализације царинских стопа и чини један од најважнијих стубова спољнотрговинске политике Турске. Директне стране инвестиције (СДИ) у Турској достигле су максимум од 22,05 милијарди долара 2007. године и 19,26 милијарди долара у 2015. години, али су 2021. пале на 13,22 милијарде долара.
Аутомобилска индустрија у Турској је значајна грана индустрије земље. Произведено је 1.352.648 моторних возила у 2022. години, што је 13. највећи произвођач у свету (производња је достигла врхунац од 1.695.731 моторних возила 2017. године, када је Турска такође била на 13. месту). Турске аутомобилске компаније као што су ТЕМСА, Отокар и БМЦ су међу највећим светским произвођачима комбија, аутобуса и камиона. Тогг, или турска Joint Venture Group Inc., је прва компанија која производи потпуно електрична возила у Турској. Турска бродоградилишта су веома цењена како за производњу хемијских и нафтних танкера до 10.000 двт, тако и за своје мега јахте. Турски брендови као што су Беко и Вестел су међу највећим произвођачима потрошачке електронике и кућних апарата у Европи и улажу значајна средства за истраживање и развој нових технологија у овим областима.
Остали кључни сектори турске привреде су банкарство, грађевинарство, кућански апарати, електроника, текстил, прерада нафте, петрохемијски производи, храна, рударство, гвожђе и челик и машинска индустрија. Према истраживању Турског института за статистику из 2021. године, које је користило доступне податке за 2020. годину, процењено је да је 46,7 одсто укупног расположивог дохотка примило 20 одсто највећих примаоца, док је најнижих 20 одсто примило само 6,1 одсто.
Међународна агенција за енергетику је 2020. године навела да субвенције за фосилна горива треба да буду преусмерене, на пример, у здравствени систем. Субвенције за фосилна горива биле су око 0,2% БДП-а током прве две деценије 21. века, и веће су од укупних субвенција чисте енергије. Екстерни трошкови потрошње фосилних горива у 2018. години процењени су на 1,5% БДП-а. Европска банка за обнову и развој је 2020. понудила подршку транзицији са коришћења угља.
Од 2023. године, два турска технолошка стартапа, Гетир и Трендиол, имају тржишне вредности изнад 10 милијарди долара. Турска је забележила раст у индустрији видео игара последњих година. Бројне компаније за развој игара су основане и стекле инвестиције од ризичног капитала. TaleWorlds Entertainment, Peak Games, Bigger Games и Dream Games су тренутни лидери у овом сектору.

## Инфраструктура
Године 2013. било је 98 аеродрома у Турској, укључујући 22 међународна аеродрома . Планирано је да Аеродром Истанбул буде највећи аеродром на свету, са капацитетом да опслужи 150 милиона путника годишње. Теркиш ерлајнс користи аеродром Истанбул, који има тренутни годишњи капацитет од 90 милиона путника, јер његово главно чвориште и неколико других авио-компанија послују у земљи. Теркиш ерлајнс има летове за 315 дестинација у Европи, Азији, Африци и Америци, што га чини највећим главним превозником на свету по броју земаља у којима послује.
Мрежа аутопутева се простире на 3,523 километра од 2020. године. Очекује се да ће се мрежа проширити на 4,773 километра до 2023. године на 9,312 km до 2035.
Истанбулски Метро је највећа метро мрежа у земљи са 495 милиона путника годишње. У функцији је 9 линија метроа и још 6 у изградњи.
Отворен 2013. године, тунел Мармара испод Босфора повезује железничке и метро линије на европској и азијској страни Истанбула; док оближњи тунел Евроазија (2016) обезбеђује подводну путну везу за моторна возила.
Босфорски мост (1973), Мост Фатих Султан Мехмет (1988) и Мост Јавуз Султан Селим (2016) су три висећа моста која повезују европску и азијску обалу Босфорског мореуза у Истанбулу.
Мост Чанакале 1915 (2022) на мореузу Дарданеле, који повезује Европу и Азију, је најдужи висећи мост на свету. Мост Осман Гази (2016) повезује северну и јужну обалу Измитског залива.
Турске државне железнице управљају и конвенционалним и брзим возовима на прузи дужине 12.532 километра. Национална железничка компанија у државном власништву почела је да гради брзе железничке линије 2003. године. Линија Анкара-Коња постала је оперативна 2011. године, док је линија Анкара-Истанбул ушла у промет 2014. Линија Коња-Караман почела је са радом 2022. и 406 km (252 mi).
Много енергената у Турској долази из Русије. Ажурирано: 2018.  Турска троши 1700 терават сати (TW/h) примарне енергије годишње, нешто више од 20 мегават сати (МВ/х) по особи, углавном из увозних фосилних горива. Иако енергетска политика Турске укључује смањење увоза фосилних горива, угаљ у Турској је највећи појединачни разлог зашто емисије гасова стаклене баште у Турској износе 1% глобалне укупне емисије. Повећава се обновљива енергија у Турској и гради се нуклеарна електрана Акују на обали Средоземног мора. Међутим, упркос превеликом капацитету у националној производњи електричне енергије, фосилна горива су и даље субвенционисана.
Турска је 2019. године имала четврту највећу директну искоришћеност и капацитет геотермалне енергије у свету, и производила је 45,6% своје електричне енергије из обновљивих извора.
Многи гасоводи за природни гас налазе се на територији Турске. Плави ток, велики транс- црноморски гасовод, испоручује природни гас из Русије у Турску, као и подморски гасовод Турски ток. Нафтовод Баку-Тбилиси-Џејхан, други најдужи нафтовод на свету, свечано је отворен 2005. године. Од 2022. године, скоро сав гас који се троши у Турској се увози, али производња са гасног поља Сакарија, поља  гаса у Црном мору које је ТПАО открио 2020. године, треба да почне 2023. г. Гасовод ће повезати гасно поље са фабриком за прераду природног гаса Филиос, а ТПАО планира да почне производњу 2023. са процењеном оствареном производњом од 40 милијарди кубних метара 2026. године. До краја децембра 2022. укупна запремина природног гаса коју је Турска открила у Црном мору износила је 710 милијарди кубних метара (bcm) након што је ново налазиште лоцирано, а претходни налаз ревидиран на виши износ.

## Туризам
Туризам у Турској је растао скоро сваке године у 21. веку, и важан је део привреде. Турско Министарство културе и туризма тренутно промовише турски туризам у оквиру пројекта Туркеи Хоме . Турска је једна од десет најбољих светских дестинација, са највећим процентом страних посетилаца који долазе из Европе; посебно Немачку и Русију последњих година. Турска је 2019. године била шеста у свету по броју међународних туристичких долазака, место иза Италије, са 51,2 милиона страних туриста који су посетили земљу. Турска има 19 Унескових локалитета светске баштине и 84 места светске баштине на пробној листи. У Турској има 519 плажа са Плавом заставом, што је чини на трећем месту у свету. Истанбул је десети најпосећенији град на свету са 13.433.000 годишњих посетилаца од 2018. Анталија је други најпосећенији град у Турској, са преко 9 милиона туриста 2021. године.

## Култура
Турска има веома разнолику културу која је мешавина различитих елемената турске, анадолске, византијске и османске културе (османска је у многим аспектима била наставак и грчко-римске и исламске културе) са западном културом и традицијом, процесом који је започео западњачењем Османског царства и наставља се и данас. Ова мешавина је првобитно настала као резултат сусрета Турака и њихове културе са оним народа на које су наишли током своје миграције из Централне Азије ка западу. Савремена турска култура у периоду републике је производ настојања да се створи „модерно“ западно друштво, уз одржавање традиционалних, верских и историјских вредности.
Турска култура је такође утицала на европску уметност и моду, посебно између 16. и 18. века, током врхунца отоманске моћи — феномен који је назван Turquerie.

### Позориште
Турског народно позориште (-{halk tiyatrosu}-) сачињено је из четири различита утицаја и правца развоја. То су: традиција сеоског позоришта, традиција народног позоришта, традиција дворског позоришта и традиција западног позоришта.

## Државни празници
- 1. јануар — Нова година
- 23. април — Дан деце
- 19. мај — Дан независности, омладине и спорта
- 30. август — Дан победе
- 29. октобар — Дан републике
- верски празници (и државни) — Рамазански бајрам, Курбан-бајрам

## Галерија
- Девичина Кула, Босфор
- Обала у Измиру
- Селимова џамија, Једрене
- Алања
- Бодрум
- Памукале
- Турске баклаве у Истанбулу